# Internationales Priesterseminar Herz Jesu
Das Internationale Priesterseminar Herz Jesu in Zaitzkofen (Bayern) ist ein Priesterseminar der Priesterbruderschaft St. Pius X., die auch die Trägerschaft des Priesterseminars innehat.

## Geschichte und Entwicklung
1978 wurde das Seminar der Priesterbruderschaft St. Pius X. von Weissbad nach Zaitzkofen verlegt und die neue Ausbildungsstätte im Schloss Zaitzkofen von Erzbischof Marcel Lefebvre feierlich eröffnet. Schon Anfang der 1980er Jahre wurden eine Kapelle und ein Wohntrakt dazu gebaut. 2024 wurde ein weiteres Wohngebäude errichtet, das wegen der wachsenden Seminaristenzahl notwendig wurde. Im Priesterseminar Zaitzkofen bildet die Priesterbruderschaft St. Pius X. derzeit mehr als 50 Priesteramtskandidaten aus verschiedenen Ländern aus. Seit der Eröffnung des Priesterseminars fanden in Zaitzkofen über 150 Priesterweihen statt. In Zaitzkofen werden auch die Brüder der Priesterbruderschaft ausgebildet. Diese studieren nicht und empfangen keine Weihen, sondern erledigen Aufgaben in Sakristei, Haushalt, Verwaltung und Katechese. Ca. 50 Novizen haben bisher in Zaitzkofen ihre Profess als Ordensbruder abgelegt.
Da die Priesterbruderschaft St. Pius X. in der römisch-katholischen Kirche keinen kanonischen Status hat, entsenden Diözesanbischöfe oder Ordensobere keine Kandidaten zur Ausbildung an das Priesterseminar in Zaitzkofen. Das Priesterseminar Zaitzkofen gilt nicht als Ausbildungseinrichtung der römisch-katholischen Kirche, da durch den apostolischen Stuhl keine Erlaubnis für die Errichtung eines solchen überdiözesanen Priesterseminars erteilt wurde. Die in Zaitzkofen gespendeten Weihen gelten gemäß dem Kirchenrecht als unerlaubt, aber gültig gespendet.  Die dort vorgenommenen Priesterweihen bezeichnete der seinerzeitige Ortsbischof Gerhard Ludwig Müller im Jahr 2010 als „Akt des Schismas“.